# آزید نقره
آزید نقره (به انگلیسی: Silver azide) با فرمول شیمیایی AgN۳ یک ترکیب شیمیایی با شناسه پاب‌کم ۶۱۶۹۸ است. که جرم مولی آن 149.888 g/mol می‌باشد. شکل ظاهری این ترکیب، جامد بی رنگ است.